# Saint-Malo Agglomération
La communauté d'agglomération du pays de Saint-Malo Agglomération, dite Saint-Malo Agglomération (SMA), est une intercommunalité française, située dans le département d'Ille-et-Vilaine, en région Bretagne.

## Historique
La communauté d'agglomération a été créée sous le nom de Communauté d'agglomération du Pays de Saint-Malo Agglomération par un arrêté préfectoral du 22 décembre 2000 qui a pris effet le 1er janvier 2001.
Son territoire a évolué à plusieurs reprises, avec une première extension en 2002 (4 nouvelles communes), une deuxième en 2003 (la commune de Châteauneuf-d’Ille-et-Vilaine) et une troisième en 2005 (Miniac Morvan et Le Tronchet). À la suite des élections municipales de 2008, Saint-Jouan-des-Guérets a adhéré au Pays de Saint-Malo agglomération le 1er janvier 2009, portant l'intercommunalité à dix-huit communes,.

## Territoire communautaire

### Géographie
Située dans le nord du département d'Ille-et-Vilaine, l'intercommunalité Saint-Malo agglomération regroupe 18 communes et s'étend sur 245,5 km2.

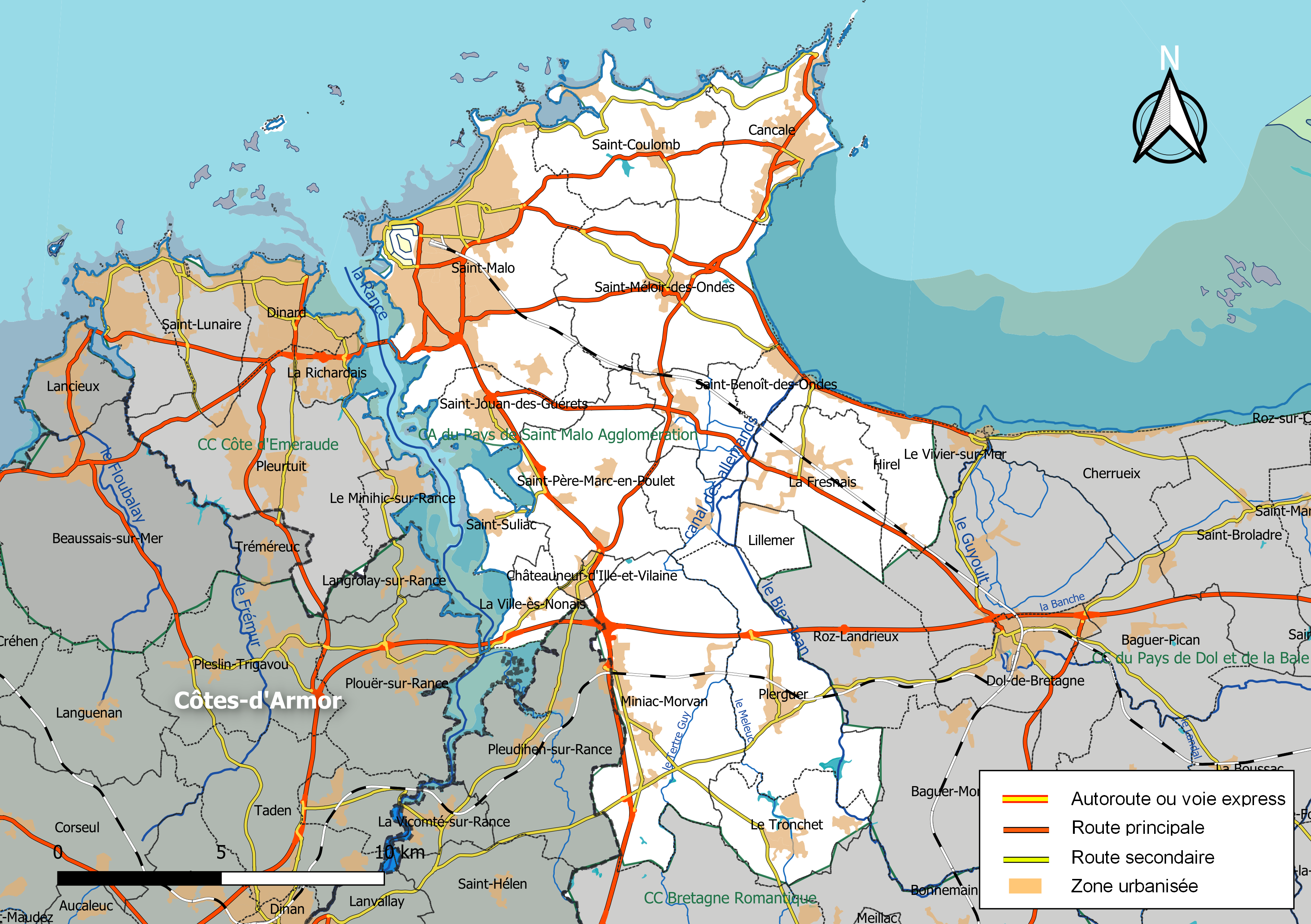
Carte de l'intercommunalité Saint-Malo agglomération au 1er janvier 2019.

### Composition
La communauté d'agglomération est composée des 18 communes suivantes :

| Nom                           | Code Insee | Gentilé       | Superficie (km2) | Population (dernière pop. légale) | Densité (hab./km2) |
| ----------------------------- | ---------- | ------------- | ---------------- | --------------------------------- | ------------------ |
| Cancale (siège)               | 35049      | Cancalais     | 12,61            | 5 554 (2022)                      | 440                |
| Châteauneuf-d'Ille-et-Vilaine | 35070      | Castelnoviens | 1,38             | 1 679 (2022)                      | 1 217              |
| La Fresnais                   | 35116      | Fresnaisiens  | 14,43            | 2 508 (2022)                      | 174                |
| La Gouesnière                 | 35122      | Gouesnériens  | 8,74             | 2 000 (2022)                      | 229                |
| Hirel                         | 35132      | Hirélois      | 9,85             | 1 384 (2022)                      | 141                |
| Lillemer                      | 35153      | Lillemérois   | 3,74             | 383 (2022)                        | 102                |
| Miniac-Morvan                 | 35179      | Miniacois     | 31,03            | 4 379 (2022)                      | 141                |
| Plerguer                      | 35224      | Plerguerrois  | 20,19            | 2 871 (2022)                      | 142                |
| Saint-Benoît-des-Ondes        | 35255      | Bénédictins   | 2,92             | 966 (2022)                        | 331                |
| Saint-Coulomb                 | 35263      | Colombanais   | 18,04            | 2 970 (2022)                      | 165                |
| Saint-Guinoux                 | 35279      | Guinoléens    | 6,37             | 1 247 (2022)                      | 196                |
| Saint-Jouan-des-Guérets       | 35284      | Jouannais     | 9,24             | 2 816 (2022)                      | 305                |
| Saint-Malo                    | 35288      | Malouins      | 36,58            | 47 255 (2022)                     | 1 292              |
| Saint-Méloir-des-Ondes        | 35299      | Méloriens     | 29,49            | 4 666 (2022)                      | 158                |
| Saint-Père-Marc-en-Poulet     | 35306      | Saint-Pérais  | 19,74            | 2 399 (2022)                      | 122                |
| Saint-Suliac                  | 35314      | Suliaçais     | 5,46             | 977 (2022)                        | 179                |
| Le Tronchet                   | 35362      | Tronchetois   | 11,35            | 1 204 (2022)                      | 106                |
| La Ville-ès-Nonais            | 35358      | Nonaisiens    | 4,34             | 1 226 (2022)                      | 282                |

### Démographie
| 1968   | 1975   | 1982   | 1990   | 1999   | 2010   | 2015   | 2021   |
| ------ | ------ | ------ | ------ | ------ | ------ | ------ | ------ |
| 64 509 | 67 495 | 70 544 | 74 764 | 79 045 | 80 603 | 81 941 | 86 105 |

## Organisation

### Siège
Le siège de l'intercommunalité est à Cancale, 6, rue de la Ville Jégu.

### Élus
La communauté d'agglomération est administrée par son conseil communautaire, composé de 61 conseillers municipaux (et 7 suppléants) représentant les 18 communes membres, répartis sensiblement à proportion de leur population comme suit : 
| Nombre de conseillers | Communes |
| --------------------- | --- |
| 30                    | Saint-Malo |
| 4                     | Cancale |
| 3                     | Miniac-Morvan, Saint-Méloir-des-Ondes                                                                                                  |
| 2                     | Châteauneuf-d'Ille-et-Vilaine, La Fresnais, La Gouesnière, Plerguer, Saint-Coulomb, Saint-Jouan-des-Guérets, Saint-Père-Marc-en-Poulet |
| 1 (+1 suppléant)      | les 7 autres communes |

À l'issue des élections municipales de 2020, le conseil communautaire du 16 juillet 2020 a élu son président, Gilles Lurton, maire de Saint-Malo, ainsi que ses 10 vice-présidents, qui sont : 
1. Pierre-Yves Mahieu, maire de Cancale, chargé de l’aménagement du territoire, des politiques contractuelles, de l’élaboration du projet de territoire et des grands projets structurants :
2. Joël Masseron, maire de Châteauneuf-d’Ille-et-Vilaine, chargé de la collecte et du traitement des déchets, de la maîtrise d’ouvrage des grands équipements ;
3. Marie-France Ferret, maire de Saint-Jouan-des-Guérêts, chargée de l’habitat, de la politique de la ville et de l’accueil des gens du voyage :
4. Jean-Francis Richeux, maire de Saint-Père-Marc-en-Poulet, chargé de l’environnement et du développement durable ;
5. Joël Hamel, maire de La Gouesnière, chargé de l’enseignement supérieur, la recherche et technique, du suivi de gestion d’AquaMalo ;
6. Dominique de la Portbarré, maire de Saint-Méloir-des-Ondes, chargé de l’attractivité du territoire, de l’économie et de l’emploi, du commerce et de l’artisanat et de la communication ;
7. Pascal Simon, maire de Saint-Guinoux, chargé des finances et de la commission d’appel d’offres ;
8. Jean-Luc Beaudouin, maire de Plerguer, chargé de la cohésion administrive et des richesses humaines ;
9. Pascal Bianco, maire de Saint-Suliac, chargé des déplacements, des transports et des mobilités, du plan vélo et de l’accessibilité ;
10. Olivier Compain, maire de Miniac-Morvan, chargé de l’eau et de l’assainissement.

Le bureau communautaire pour la mandature 2020-2026 est constitué du président, des vice-présidents et des maires des communes qui ne sont pas vice-président.

### Liste des présidents
| Période         | Période                       | Identité          | Étiquette | Qualité |
| --------------- | ----------------------------- | ----------------- | --------- | --- |
| 2001            | septembre 2007                | René Couanau      | UMP       | Inspecteur général de l'administration de l'éducation nationale Maire de Saint-Malo (1989 → 2014) Député d'Ille-et-Vilaine (7e circ.) (1986 → 2012) Démissionnaire |
| septembre 2007  | avril 2014                    | Henri-Jean Lebeau | UMP       | Énarque Maire-adjoint de Saint-Malo |
| avril 2014      | 16 juillet 2020               | Claude Renoult    | DVD       | Ingénieur retraité d'EDF Maire de Saint-Malo (2014 → 2020) |
| 16 juillet 2020 | En cours (au 17 juillet 2020) | Gilles Lurton     | LR        | Maire de Saint-Malo (2020 → ) Député d'Ille-et-Vilaine (7e circ.) (2012 → 2020)                                                                                    |

### Compétences
La communauté d'agglomération exerce les compétences qui lui ont été transférées par les communes membres, dans les conditions déterminées par le code général des collectivités territoriales. En 2018, ces compétences sont :
- Développement économique : zones d’activité reconnues d’intérêt communautaire ; actions de développement économique d’intérêt communautaire ; aides à l’implantation, à la création ou au développement d’activités économiques, de recherche et d’établissements d’enseignement supérieur ;
- Aménagement de l'espace : schéma de cohérence territoriale (SCOT) et schémas de secteur ; études d’urbanisme et d’aménagement ; zones d’aménagement concerté d’intérêt communautaire ; constitution de réserves foncières permettant notamment la protection et la mise en valeur de l’environnement et de zones d’aménagement différé ; organisation des transports urbains et du réseau Malo Agglo Transports ;
- Équilibre social de l’habitat : programme local de l’habitat ; Politique du logement, notamment du logement social d’intérêt communautaire, aides financières en faveur : du logement social, de l’allègement du coût du foncier ou de son aménagement, de l’amélioration du parc immobilier bâti, ou visant au développement durable du logement (améliorations thermiques).; participation à tout dispositif contribuant à la constitution de réserves foncières ; prestations de conseil auprès des communes ou des particuliers dans le domaine du développement durable appliqué à l’aménagement et la construction ;
- Politique de la ville : dispositifs contractuels de développement urbain, de développement local et d’insertion économique et sociale d’intérêt communautaire, dispositifs locaux d’intérêt communautaire, de prévention de la délinquance ;
- Accueil des gens du voyage : aménagement, entretien et gestion des aires d’accueil et des terrains locatifs relatifs à l’accueil et l’habitat des gens du voyage ;
- Collecte et traitement des déchets ;
- Protection et mise en valeur de l’environnement et du cadre de vie : études d’environnement, lutte contre la pollution de l’air et les nuisances sonores, collecte, élimination et valorisation des déchets des ménages et déchets assimilés ;
- Construction, aménagement, entretien et gestion d’équipements culturels et sportifs d’intérêt communautaire ;
- Eau et assainissement ;
- Gestion des Milieux Aquatiques et Prévention des Inondations : aménagement du bassin hydrographique, aménagement et entretien de cours d’eau, canal, lac ou plan d’eau, défense contre les inondations et contre la mer, et la protection et la restauration des sites, des écosystèmes aquatiques et zones humides ;
- Nouvelles technologies de l’information et de la communication : déploiement de la fibre optique sur tout le territoire de Saint-Malo Agglomération. ;
- Appui à l’enseignement supérieur et à la recherche : soutien aux projets et actions de développement et de promotion de l’enseignement supérieur et de la recherche et soutien à la vie étudiante , réalisation et/ou participation à des études liées à l’enseignement supérieur et à la recherche, mise à disposition de moyens ;
- Participation à des grands évènements concourant à la promotion du territoire de Saint-Malo Agglomération.

### Régime fiscal et budget
L'intercommunalité est un établissement public de coopération intercommunale à fiscalité propre.
Afin de financer l'exercice de ses compétences, et comme l'ensemble des communautés d'agglomération, elle perçoit la fiscalité professionnelle unique (FPU) – qui a succédé à la taxe professionnelle unique (TPU) – et assure une péréquation de ressources entre les communes résidentielles et celles dotées de zones d'activité.
Elle perçoit également une taxe d'enlèvement des ordures ménagères (TOM), qui finance le fonctionnement de ce service public.